# Poygan (Wisconsin)
Poygan es un pueblo ubicado en el condado de Winnebago en el estado estadounidense de Wisconsin. En el Censo de 2010 tenía una población de 1301 habitantes y una densidad poblacional de 13,92 personas por km².

## Geografía
Poygan se encuentra ubicado en las coordenadas 44°7′2″N 88°50′00″O / 44.11722, -88.83333. Según la Oficina del Censo de los Estados Unidos, Poygan tiene una superficie total de 93,46 km², de la cual 59,92 km² corresponden a tierra firme y 33,55 km² (35,89%) es agua.

## Demografía
Según el censo de 2010, había 1301 personas residiendo en Poygan. La densidad de población era de 13,92 hab./km². De los 1301 habitantes, Poygan estaba compuesto por el 98,54% blancos, el 0,23% eran afroamericanos, el 0,23% eran amerindios, el 0,38% eran asiáticos, el 0,08% eran isleños del Pacífico, el 0% eran de otras razas y el 0,54% pertenecían a dos o más razas. Del total de la población el 0,38% eran hispanos o latinos de cualquier raza.